# Khor Fakkan
Khor Fakkan (àrab: خورفكان, Ḫūrfakkān) és un territori depenent de l'emirat de Sharjah als Emirats Àrabs Units. Està situat a la costa del golf d'Oman, a la part oposada al territori principal de Sharjah, del que està separat pel districte de Huwaylat (que pertany a l'emirat de Ras al-Khaimah) i per l'enclavament de Madhah, zona de beduïns que reconeixen com a sobirà al sultà d'Oman.
El districte de Khor Fakkan està format per la ciutat costanera del mateix nom; les de Rafah, Muwaify, Hiyawa i Lulayah (al nord de la capital, la darrera a l'extrem nord-est del territori); Shumayliyah i Naqbiyin (al sud de la capital); Al Rusaysah (a l'oest) al peu del Djabal Siha (754 metres) que fa frontera amb l'enclavament de Madhah. A l'oest arriba fins a la vila de Shis i el Wadi Shis i el Djabal Daftah (934 metres i a l'est de Masafi) que fan frontera amb Madhah i amb Fujairah. A la costa, el Djabal Ras marca el seu límit sud, i a l'oest d'aquesta muntanya, la del Djabal Djaradiyah fa frontera amb Fujairah i Madhah. L'embassament de Rifaisa fou construït a la zona interior de muntanya. La zona costanera és un lloc turístic per la pràctica del submarinisme.
La capital es troba entre el Wadi Shi (al nord) i el khor (un entrant d'aigua) de Fakkan a la costa, al peu del Djabal Khwar Fakkan (387 metres). A la vora de la costa hi ha la Djazirat al Khwar (illa del khor). Khor Fakkan està unida de fet actualment a les quatre ciutats al nord i a les dues al sud (sud-sud-oest allunyant-se de la costa).
El port d'aigua fonda ha estat construït modernament i és un dels més actius de la costa dels Emirats al golf d'Oman, destinat als containers; la seva capacitat s'ha augmentat a 4 milions de tones l'any el 2007. A un turó proper hi ha una mesquita al costat d'un castell portuguès en ruïnes. Un altre castell portuguès en ruïnes es troba a la part oposada de la ciutat. També hi ha algunes torres musulmanes amb el model típic de la zona.

## Història
Les excavacions a la zona han identificat unes 34 tombes excavades a la roca del segon mil·lenni aC amb algunes restes d'objectes que es troben al Museu Arqueològic de Sharjah. Totes les tombes són properes a la costa.
A començaments del segle xvi (després del 1507) s'hi van establir els portuguesos. Després del 1622 els portuguesos foren expulsats de la costa persa però a Khor Fakkan hi van romandre fins al 1623 que va passar al xeic Muhammad Suhari, aliat persa. Els portuguesos la van recuperar i Ruy Freire va crear una duana. El 1633 va quedar sota l'autoritat de l'imam d'Oman, Nasir ben Murshid al-Yaariba.
El vaixell holandès Meerkat que va ser a la zona al segle xvii descriu la ciutat amb el nom de Gorfacan, situada a una petita badia i amb dues-centes cases. El fortí portuguès consta ja en ruïnes el 1666 i el vaixell holandès el descriu com a triangular i situat a la part nord, amb un altre fortí situat als turons del sud, ambdós en ruïnes; s'esmenta l'explotació dels dàtils de palmera i algunes vegetals (melons), mirra i arbres com la figuera, i es destaca la presència d'aigua clara utilitzada per regar.
El 1737 la regió fou ocupada per Nadir Shah de Pèrsia, que va conquerir Oman i va instal·lar guarnicions a alguns punts com Djulfar i a Al-Khatt. El perses foren expulsats el 1744 i va romandre en poder dels imams d'Oman; vers el 1765 estava en poder d'una tribu emigrada del Iemen que probablement reconeixia com a sobirà al xeic Qasimi, però el 1775 els Qawasimi van establir la seva sobirania efectiva sobre la costa incloent Khor Fakkan, Fujairah i Kalba. Independitzada Fujairah el 1903, Khor Fakkan va romandre en poder dels Qawasimi de Sharjah que en aquell temps també governaven Ras al-Khaimah. A la partició del 1921 va quedar en poder de Sharjah.